# Sint-Pieterskerk (Grand-Rechain)

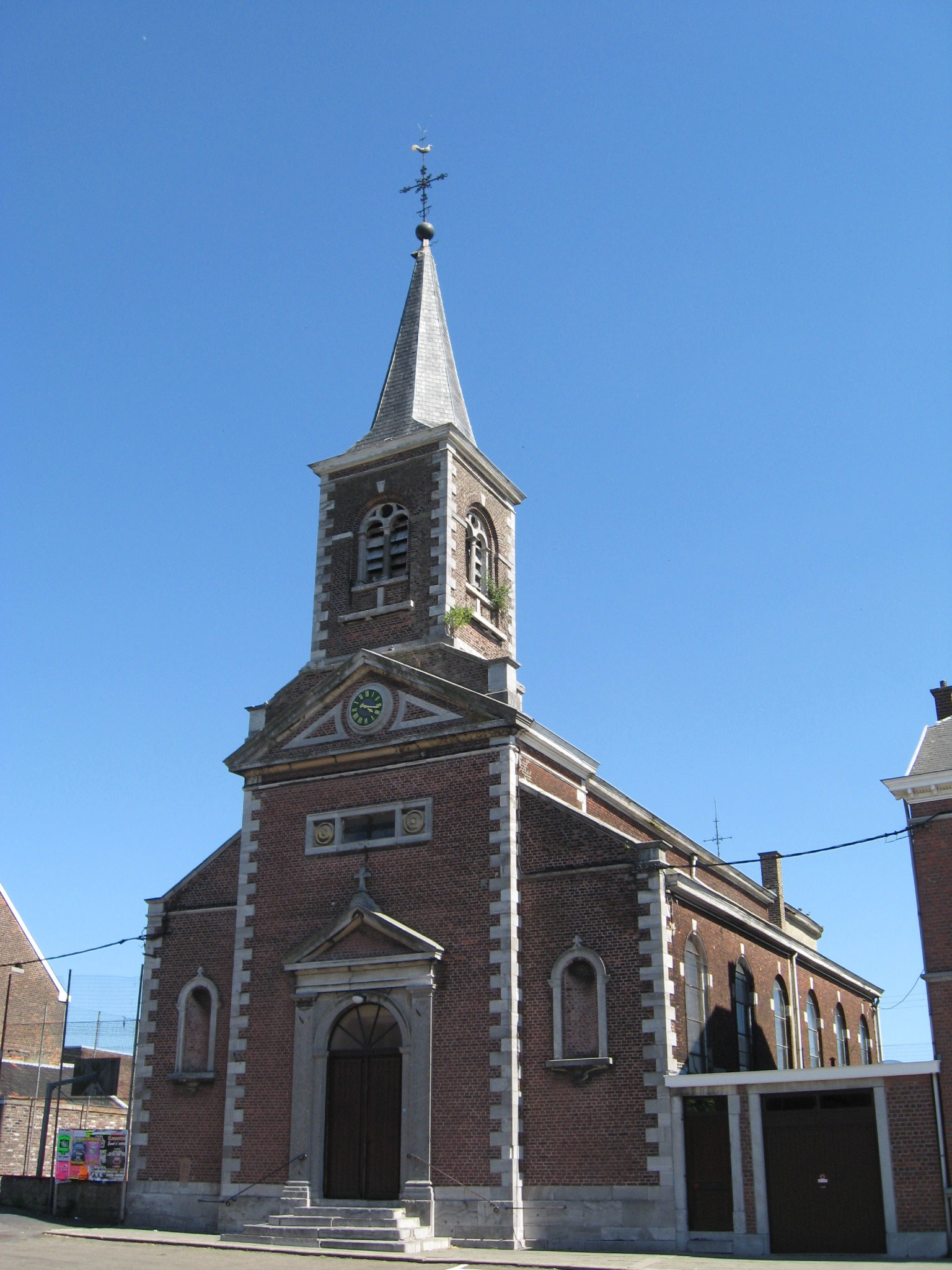
Sint-Pieterskerk

De Sint-Pieterskerk (Église Saint-Pierre) is de parochiekerk van de tot de Belgische gemeente Herve behorende plaats Grand-Rechain, gelegen aan de Avenue des Platanes.
In het jaar 1558 werd voor het eerst melding gemaakt van een kapel, die ondergeschikt was aan het Sint-Pieterskapittel te Luik. Deze werd in 1803 verheven tot parochiekerk. 
De huidige kerk werd gebouwd van 1846-1847 naar ontwerp van Jean-Charles Delsaux. Dit ontwerp is verwant aan dat van de kerk van het nabijgelegen Chaineux. De driebeukige pseudobasiliek is in neoclassicistische stijl gebouwd, in baksteen met kalkstenen hoekbanden en omlijstingen. Er is een ingebouwde toren met achtkante spits. De voorgevel wordt gekenmerkt door een driehoekig fronton.

## Interieur
Het kerkmeubilair is voornamelijk 19e-eeuws. De preekstoel is echter van omstreeks 1750, waaraan in de 19e eeuw een trap werd toegevoegd. Ook een biechtstoel is van omstreeks 1750.
Charles Meunier vervaardigde in 1904 een aantal muurschilderingen. Van Englebert Fiesen is een schilderij voorstellende Hemelvaart (1728). Van omstreeks 1750 zijn enkele houten beelden, zoals biddende engelen. Een kruisbeeld is van de 2e helft van de 18e eeuw, evenals een Sint-Petrus. Een gepolychromeerd houten Sint-Benedictus is van omstreeks 1700, evenals een Sint-Scholastica.
Het orgel is van omstreeks 1850. L. de Contini vervaardigde de glas-in-loodramen (1896).